# 大栗裕
大栗 裕（おおぐり ひろし、1918年7月9日 - 1982年4月18日）は、日本のクラシック音楽の作曲家。

## 人物・来歴
大阪市南区島之内の小間物問屋に生まれる。大阪市立天王寺商業高等学校時代からホルンを演奏しながら独学で作曲を学ぶ。1941年、当時の東京交響楽団のホルン奏者となる。ここで伊福部昭、早坂文雄の作品初演に携わり創作活動に大きな影響を受ける。1946年、日本交響楽団に加わり、さらに1950年、朝比奈隆の招きで関西交響楽団に入団。
1955年、オペラ『赤い陣羽織』で作曲家として出る。同年に作曲した『大阪俗謡による幻想曲』が朝比奈の指揮でベルリン・フィルハーモニー管弦楽団により演奏され、世界に知られるところとなる。1966年に楽団を退団し、その後作曲活動に専念した。また、京都女子大学教授、大阪音楽大学講師を務めた。だが1981年夏に体調を崩して入院、翌1982年4月18日に肝臓がんのため63歳で死去した。
その作風は、故郷大阪の泥臭い雑然さを、幼い時から親しんだわらべ唄、声明、義太夫、祭囃子を加味し、巧みなオーケストレーションで表現したものであり、その作風からしばしば「東洋のバルトーク」と称されている（他にも、「浪速のバルトーク」「日本のハチャトゥリアン」と呼ばれる場合もある）。作品のスコアの大部分は大阪フィルハーモニー交響楽団内の「大栗文庫」に収められている。
吹奏楽出身である事も関係して、吹奏楽のための作品を旺盛に残している。とりわけ、出世作「大阪俗謡による幻想曲」の吹奏楽編曲版や下記の全日本吹奏楽コンクール課題曲は今日でも全国の吹奏楽団に愛奏され、日本人作曲家の中でも、吹奏楽関係者で知らぬ人はいないほどの知名度を誇っている。また、『2000人の吹奏楽』のフィナーレではしばしば指揮を務めた。
また関西学院大学マンドリンクラブと京都女子大学マンドリンオーケストラの技術顧問であったことから、マンドリンオーケストラのための作品も多く作曲している。

## 主な作品

### 管弦楽
- 大阪俗謡による幻想曲（1955年、1970年改訂）
- 交響的断章『序奏と舞』（1957年）
- 交響管弦楽のための組曲『雲水讃』（1961年）
- ヴァイオリン協奏曲（1963年）毎日放送の委嘱による。辻久子独奏で初演
- 弦楽のための二章（1965年）
- オーボエとオーケストラのためのバラード（1967年）
- 管弦楽のための音楽『呪』（1968年）
- 管弦楽のための協奏曲 (1970年)
- 管弦楽のための前奏曲『飛翔』（1973年）
- 管弦楽のための『神話』-天の岩屋戸の物語による（1977年、吹奏楽版からの編曲）
- 大阪のわらべうたによる狂詩曲（1979年）

### オペラ
- 赤い陣羽織（1955年）
- 夫婦善哉（1957年）
- 雉っ子物語（1958年）
- おに（1960年）
- 飛鳥（1967年）
- 地獄変（1968年）
- ポセイドン仮面祭（1974年）

### 吹奏楽
- 『天草への幻想』（1936）
- 交響詩『日本のあゆみ』（1965年）第5回2000人の吹奏楽で朝比奈隆指揮により初演。ナレーション、合唱が入る
- 吹奏楽のための小狂詩曲（1966年、全日本吹奏楽コンクール課題曲）
- 組曲『素晴らしき日々のために』（1966）
- 吹奏楽のための『神話』-天の岩屋戸の物語による（1973年）
- 吹奏楽のための『大阪俗謡による幻想曲』（1974年）
- 吹奏楽のためのバーレスク（1977年)　全日本吹奏楽コンクール課題曲(B)
- 巫女の詠えるうた（1979年）
- 仮面幻想（1981年）
- クラリネットと吹奏楽のためのバラード（『オーボエとオーケストラのためのバラード』の吹奏楽版）
- 二つの踊り

### 現代邦楽
- 二面の箏のための『二つの断章』（1965年）
- 箏と尺八のための二重奏曲『きまぐれな遊び』（1965年）
- 尺八・箏のための小組曲『風と光の対話』（1967年）
- 箏と尺八のための二重奏曲『枯野抄』（1968年）

### マンドリンオーケストラ

#### シンフォニエッタ
- マンドリンオーケストラのためのシンフォニエッタ第1番（1967年）
- マンドリンオーケストラのためのシンフォニエッタ第2番『ロマンティック』（1974年）
- マンドリンオーケストラのためのシンフォニエッタ第3番『ゴルゴラの丘』（1975年）
- マンドリンオーケストラのためのシンフォニエッタ第4番『ラビュリントス』（1975年）
- マンドリンオーケストラのためのシンフォニエッタ第5番（1977年）
- マンドリンオーケストラのためのシンフォニエッタ第6番『土偶』（1978年）
- マンドリンオーケストラのためのシンフォニエッタ第7番『コントラスト』（1981年）

#### その他の作品
- 独唱とマンドリンオーケストラのための組曲『若きロブの女王』（1968年）
- マンドリンオーケストラのための組曲『傀儡師」』1972年）
- マンドリンオーケストラのための交響的三章『巫術師』（1976年）
- マンドリンオーケストラのための組曲『陰陽師』（1977年）
- マンドリンオーケストラのための古代舞曲（1978年）
- マンドリンオーケストラのためのメディテーション（1978年）
- 火口原湖（1978年）
- 舞踊詩（1979年）
- バーレスク（1980年）

### 音楽物語（マンドリンオーケストラとナレーション、独唱・合唱など）
- ミュージカルファンタジー『「親指姫」よりマーヤの結婚』（1961年）
- マンドリンオーケストラと独唱合唱のための音楽物語『ごん狐』（1962年）
- マンドリンオーケストラと独唱のための譚詩『「風車小屋便り」より星』（1964年）
- 民話ミュージカル『ひょう六とそばの花』（1965年）
- マンドリンオーケストラと朗読による組曲『祈り』（1966年）
- ミュージカルファンタジー『隅田川』～金春流謡曲より（1967年）
- ミュージカルファンタジー『赤いろうそくと人魚』（1968年）
- ミュージカルファンタジー『アルザスのこびと』（1969年）
- ソプラノとバリトン独唱を伴うマンドリンオーケストラのためのバラード『わかさぎあわれ』（1969年）
- 独唱とマンドリンオーケストラのための譚詩『白い馬』～モンゴル民謡より（1970年）
- 『「祈り」第2部「きけわだつみのこえ」』～戦歿学生の手記より（1970年）
- 独唱とマンドリンオーケストラのための音楽『静』（1971年）
- 音楽物語『ナイチンゲールとバラ』（1973年）
- ミュージカルファンタジー『天竜と伊那人』（1973年）
- 平家物語の女性第2部『「大原御幸」建礼門院徳子』（1974年）
- ミュージカルファンタジー『ピカタカムイとオキクルミ』～アイヌ民謡より（1975年）
- 音楽物語『赤い靴』（1976年）
- ミュージカルファンタジー『赤神と黒神』～秋田地方の伝説より（1977年）
- 音楽物語『三コ』（1978年）
- ソプラノとマンドリンオーケストラのためのバラード『オンディーナと魔法使い』～北イタリー民謡より（1978年）
- 音楽物語『矢村のヤ助』（1979年）
- 童画的音詩『かみなり小僧が落っこちた』（1979年）

### その他
- 3000人の吹奏楽の歌（1962年。初演当時は「2000人の吹奏楽の歌」）
- 守口市立八雲中学校校歌（1968年）
- 茨木市立水尾小学校校歌（1973年）
- 長崎県立中五島高等学校校歌（1973年）
- 大阪府立城山高等学校校歌